# Obsjtina Smoljan
Obsjtina Smoljan (bulgariska: Община Смолян) är en kommun i Bulgarien.   Den ligger i regionen Smoljan, i den södra delen av landet, 170 km sydost om huvudstaden Sofia.
Obsjtina Smoljan delas in i:
- Arda
- Vievo
- Kutela
- Mogilitsa
- Momtjilovtsi
- Mugla
- Petkovo
- Podvis
- Polkovnik Serafimovo
- Reka
- Smiljan
- Stojkite
- Tărăn
- Sjiroka lăka
- Vlachovo

Följande samhällen finns i Obsjtina Smoljan:
- Smoljan
- Mogilitsa
- Bostina

I omgivningarna runt Obsjtina Smoljan växer i huvudsak blandskog. Runt Obsjtina Smoljan är det ganska glesbefolkat, med 47 invånare per kvadratkilometer.